# Marko Rog
Marko Rog, né le 19 juillet 1995 à Varaždin, est un footballeur international croate, qui évolue au poste de milieu de terrain au Cagliari Calcio.

## Carrière

### En club
Rog commence sa carrière au NK Varaždin, en troisième division croate. Il marque 17 buts en 30 matchs de championnet et finit meilleur buteur de son équipe, qui termine à la septième place.
Il s'engage avec le RNK Split à l'été 2014, et fait ses débuts professionnels le 28 juillet 2014, contre le NK Istra 1961. Il marque 9 buts lors de cette saison, en 44 matchs.
En juin 2015, Rog signe au Dinamo Zagreb un contrat de cinq ans, pour un transfert évalué à 5 millions d'euros. Il joue son premier match avec le club le 12 juillet 2015, en remplaçant Ante Ćorić.
Grâce à ses bonnes performances durant le championnat d’Europe, Marko Rog est engagé par Naples pour cinq ans.
Le 18 juillet 2019, il s’engage avec Cagliari pour un montant de 15 millions d’euros.

### En sélection
Il honore sa première sélection internationale le 12 novembre 2014 en entrant en jeu à la 84e minute lors d'un match contre l'Argentine. En 2016, Il est sélectionné pour jouer l'Euro 2016.

## Statistiques
| Saison                | Club                  | Championnat           | Championnat | Championnat | Coupe(s) nationale(s) | Coupe(s) nationale(s) | Compétition(s) continentale(s) | Compétition(s) continentale(s) | Compétition(s) continentale(s) | Croatie | Croatie | Total | Total |
| Saison                | Club                  | Division              | M.          | B.          | M.                    | B.                    | Comp.                          | M.                             | B.                             | M.      | B.      | M.    | B.    |
| 2013-2014             | NK Varaždin           | Treća HNL             | 30          | 17          | 1                     | 0                     | -                              | -                              | -                              | -       | -       | 31    | 17    |
| 2014-2015             | RNK Split             | Prva HNL              | 30          | 7           | 7                     | 1                     | C3                             | 7                              | 1                              | 1       | 0       | 45    | 9     |
| Sous-total            | Sous-total            | Sous-total            | 60          | 24          | 8                     | 1                     | -                              | 7                              | 1                              | 1       | 0       | 76    | 26    |
| 2015-2016             | Dinamo Zagreb         | Prva HNL              | 34          | 3           | 4                     | 1                     | C1                             | 12                             | 2                              | 3       | 0       | 53    | 6     |
| 2016-2017             | Dinamo Zagreb         | Prva HNL              | 6           | 2           | -                     | -                     | C1                             | 6                              | 3                              | 0       | 0       | 12    | 5     |
| Sous-total            | Sous-total            | Sous-total            | 40          | 5           | 4                     | 1                     | -                              | 18                             | 5                              | 3       | 0       | 65    | 11    |
| 2016-2017             | SSC Naples            | Serie A               | 15          | 0           | 2                     | 0                     | C1                             | 2                              | 0                              | 5       | 0       | 24    | 0     |
| 2017-2018             | SSC Naples            | Serie A               | 28          | 1           | 2                     | 0                     | C1+C3                          | 6+1                            | 0+0                            | 3       | 0       | 40    | 1     |
| 2018-2019             | SSC Naples            | Serie A               | 9           | 1           | -                     | -                     | C1                             | 2                              | 0                              | 4       | 0       | 15    | 1     |
| Sous-total            | Sous-total            | Sous-total            | 52          | 2           | 4                     | 0                     | -                              | 11                             | 0                              | 12      | 0       | 79    | 2     |
| 2018-2019             | Séville FC (prêt)     | Liga                  | 10          | 0           | -                     | -                     | C3                             | 3                              | 0                              | -       | -       | 13    | 0     |
| Sous-total            | Sous-total            | Sous-total            | 10          | 0           | -                     | -                     | -                              | 3                              | 0                              | -       | -       | 13    | 0     |
| 2019-2020             | Cagliari Calcio       | Serie A               | 2           | 0           | 1                     | 1                     | -                              | -                              | -                              | -       | -       | 3     | 1     |
| Sous-total            | Sous-total            | Sous-total            | 2           | 0           | 1                     | 1                     | -                              | -                              | -                              | -       | -       | 3     | 1     |
| Total sur la carrière | Total sur la carrière | Total sur la carrière | 164         | 31          | 17                    | 3                     | -                              | 39                             | 6                              | 16      | 0       | 236   | 40    |

## Palmarès
Avec le Dinamo Zagreb, il remporte en 2016 le championnat de Croatie et la coupe de Croatie.